# Luka Lončar
Luka Lončar (Zagabria, 26 giugno 1987) è un pallanuotista croato, centroboa del Mladost.

## Palmarès

### Trofei nazionali
- Campionato italiano: 2

Pro Recco: 2021-22, 2022-23
- Coppe Italia: 3

AN Brescia: 2011-12
Pro Recco: 2021-22, 2022-23
- Campionato croato: 5

Jug Dubrovnik: 2015-16, 2016-17, 2017-18, 2018-19, 2019-20
- Kup Hrvatske: 4

Jug Dubrovnik: 2015-2016, 2016-2017, 2017-2018, 2018-2019
- Campionato greco: 2

Olympiakos: 2024, 2025
- Coppa di Grecia: 2

Olympiakos: 2024, 2025

### Trofei internazionali
- LEN Champions League: 3

Jug Dubrovnik: 2015-2016
Pro Recco: 2021-2022, 2022-2023
- Supercoppa LEN: 3

Jug Dubrovnik: 2016
Pro Recco: 2021, 2022
- Lega Adriatica: 3

Jug Dubrovnik: 2015-16, 2016-17, 2017-18